# Amphipogoneae
- Commons
- Wikispecies

Amphipogoneae L.Watson & T.Macfarlane é uma tribo da subfamília Arundinoideae.

## Gêneros
- Amphipogon, Diplopogon

## Observações
- A GRIN Taxonomy for Plants USDA classifica os dois gêneros como:
  - Amphipogon: subfamília Arundinoideae, tribo Arundineae 
  - Diplopogon: subfamília Danthonioideae, tribo Danthonieae
- A Taxonomy Browser NCBI classifica os dois gêneros na subfamília Arundinoideae, tribo Arundineae